# Discographie de Steve Aoki
La discographie de Steve Aoki, DJ Américain né en Floride.

## Sous Steve Aoki

### Albums

#### Albums studio
| Titre                                                                        | Détails                                                                                       | Meilleures positions | Meilleures positions | Meilleures positions | Meilleures positions | Meilleures positions | Meilleures positions | Meilleures positions | Meilleures positions | Certifications |
| Titre                                                                        | Détails                                                                                       | É-U                  | É-U Dance            | AUT                  | BEL (FL)             | BEL (WAL)            | CAN                  | R-U Dance            | SUI                  | Certifications |
| ---------------------------------------------------------------------------- | --------------------------------------------------------------------------------------------- | -------------------- | -------------------- | -------------------- | -------------------- | -------------------- | -------------------- | -------------------- | -------------------- | -------------- |
| Wonderland                                                                   | - Sortie : 10 janvier 2012 - Label : Dim Mak, Ultra - Formats : CD, téléchargement            | 59                   | 6                    | —                    | 199                  | —                    | —                    | —                    | —                    |                |
| Neon Future I                                                                | - Sortie : 30 septembre 2014 - Label : Dim Mak, Ultra - Formats : CD, téléchargement          | 32                   | 1                    | 64                   | 68                   | 96                   | 18                   | —                    | 71                   | - RIAA: Or     |
| Neon Future II                                                               | - Sortie : 12 mai 2015 - Label : Dim Mak, Ultra - Formats : CD, téléchargement                | 66                   | 2                    | —                    | 93                   | 132                  | 25                   | 36                   | —                    |                |
| Steve Aoki Presents Kolony                                                   | - Sortie : 21 juillet 2017 - Label : Ultra - Formats : CD, téléchargement                     | 195                  | 5                    | —                    | 136                  | —                    | —                    | —                    | —                    |                |
| Neon Future III                                                              | - Sortie : 9 novembre 2018 - Label : Dim Mak, Ultra - Formats : CD, téléchargement            | 153                  | 1                    | —                    | —                    | —                    | 69                   | —                    | —                    |                |
| Neon Future IV                                                               | - Sortie : 3 avril 2020 - Label : Dim Mak, Ultra - Formats : CD, téléchargement               | —                    | 11                   | —                    | —                    | —                    | —                    | —                    | —                    |                |
| Hiroquest: Genesis                                                           | - Sortie : 3 avril 2020 - Label : Dim Mak, DJ Kid Millionaire - Formats : CD, téléchargement  | —                    | 4                    | —                    | —                    | —                    | —                    | —                    | —                    |                |
| Hiroquest 2: Double Helix                                                    | - Sortie : 17 avril 2023 - Label : Dim Mak, DJ Kid Millionaire - Formats : CD, téléchargement | —                    | —                    | —                    | —                    | —                    | —                    | —                    | —                    |                |
| "—" signifie que l'album n'est pas sorti ou ne s'est pas classé dans le pays |                                                                                               |                      |                      |                      |                      |                      |                      |                      |                      |                |

#### Albums de compilation
| Titre               | Détails                                                                           |
| ------------------- | --------------------------------------------------------------------------------- |
| Neon Future Odyssey | - Sortie : 2 octobre 2015 - Label : Dim Mak, Ultra - Formats : CD, téléchargement |

#### Mixtapes
| Titre                                  | Détails                                                                            | Meilleure position |
| Titre                                  | Détails                                                                            | É-U Dance          |
| -------------------------------------- | ---------------------------------------------------------------------------------- | ------------------ |
| Pillowface and His Airplane Chronicles | - Sortie : 22 janvier 2008 - Label : Thrive Records - Formats : CD, téléchargement | 8                  |

#### DJ Mixes
- 2010 : I Love Techno 2010 (Mixed by Steve Aoki)
- 2018 : Tomorrowland 2018: Steve Aoki
- 2020 : Tomorrowland Around The World 2020: Steve Aoki
- 2022 : Tomorrowland Winter 2022: Steve Aoki at Crystal Garden
- 2022 : Tomorrowland Winter 2022: Steve Aoki at Mainstage
- 2022 : Tomorrowland 2022: Steve Aoki at Mainstage, Weekend 2

### EPs
| Titre                                   | Détails                                                                      | Meilleure position |
| Titre                                   | Détails                                                                      | É-U Dance          |
| --------------------------------------- | ---------------------------------------------------------------------------- | ------------------ |
| It's The End Of The World As We Know It | - Sortie : 11 décembre 2012 - Label : Dim Mak - Formats : CD, téléchargement | —                  |
| 4OKI                                    | - Sortie : 29 juillet 2016 - Label : Dim Mak - Formats : CD, téléchargement  | 24                 |
| 5OKI                                    | - Sortie : 27 avril 2018 - Label : Dim Mak - Formats : CD, téléchargement    | —                  |
| 6OKI - Rave Royale                      | - Sortie : 22 janvier 2021 - Label : Dim Mak - Formats : CD, téléchargement  | —                  |

### Singles

#### En tant qu'artiste principal
| Titre                                                                                               | Année | Meilleures positions | Meilleures positions | Meilleures positions | Meilleures positions | Meilleures positions | Meilleures positions | Meilleures positions | Meilleures positions | Meilleures positions | Meilleures positions | Meilleures positions | Certifications                                                     | Album                                   |
| Titre                                                                                               | Année | É-U                  | É-U Dance            | ALL                  | AUS                  | BEL (FL)             | BEL (WAL)            | CAN                  | FRA                  | P-B                  | R-U                  | SUI                  | Certifications                                                     | Album                                   |
| --------------------------------------------------------------------------------------------------- | ----- | -------------------- | -------------------- | -------------------- | -------------------- | -------------------- | -------------------- | -------------------- | -------------------- | -------------------- | -------------------- | -------------------- | ------------------------------------------------------------------ | --------------------------------------- |
| I'm in the House (featuring Zuper Blahq)                                                            | 2009  | —                    | —                    | —                    | —                    | 43                   | —                    | —                    | —                    | 40                   | 29                   | —                    |                                                                    |                                         |
| Brrrat! (avec Armand Van Helden)                                                                    | 2010  | —                    | —                    | —                    | —                    | —                    | —                    | —                    | —                    | —                    | —                    | —                    |                                                                    |                                         |
| New Noise (avec The Bloody Beetroots & Refused)                                                     | 2010  | —                    | —                    | —                    | —                    | —                    | —                    | —                    | —                    | —                    | —                    | —                    |                                                                    |                                         |
| Wake Up Call (avec Sidney Samson)                                                                   | 2010  | —                    | —                    | —                    | —                    | —                    | —                    | —                    | —                    | —                    | —                    | —                    |                                                                    |                                         |
| Turbulence (avec Laidback Luke featuring Lil Jon)                                                   | 2011  | —                    | —                    | —                    | 37                   | —                    | —                    | —                    | —                    | —                    | 66                   | —                    |                                                                    | Wonderland                              |
| No Beef (avec Afrojack featuring Miss Palmer)                                                       | 2011  | —                    | —                    | —                    | —                    | —                    | —                    | —                    | 42                   | 23                   | 25                   | —                    |                                                                    | Wonderland                              |
| Earthquakey People (featuring Rivers Cuomo)                                                         | 2011  | —                    | —                    | —                    | —                    | —                    | —                    | —                    | —                    | —                    | —                    | —                    |                                                                    | Wonderland                              |
| Tornado (avec Tiësto)                                                                               | 2011  | —                    | —                    | —                    | —                    | —                    | —                    | —                    | —                    | —                    | —                    | —                    |                                                                    |                                         |
| Ladi Dadi (featuring Wynter Gordon)                                                                 | 2011  | —                    | —                    | —                    | —                    | —                    | —                    | —                    | —                    | —                    | —                    | —                    |                                                                    | Wonderland                              |
| Livin' My Love (featuring LMFAO & Nervo)                                                            | 2012  | —                    | —                    | —                    | —                    | —                    | —                    | 68                   | —                    | —                    | —                    | —                    |                                                                    | Wonderland                              |
| Cudi the Kid (featuring Kid Cudi & Travis Barker)                                                   | 2012  | —                    | —                    | —                    | —                    | —                    | —                    | —                    | —                    | —                    | —                    | —                    |                                                                    | Wonderland                              |
| Heartbreaker (featuring Lovefoxxx)                                                                  | 2012  | —                    | —                    | —                    | —                    | —                    | —                    | —                    | —                    | —                    | —                    | —                    |                                                                    | Wonderland                              |
| Steve Jobs (featuring Angger Dimas)                                                                 | 2012  | —                    | —                    | —                    | —                    | —                    | —                    | —                    | —                    | —                    | —                    | —                    |                                                                    | Wonderland                              |
| Control Freak (featuring Blaqstarr & Kay)                                                           | 2012  | —                    | —                    | —                    | —                    | —                    | —                    | —                    | —                    | —                    | —                    | —                    |                                                                    | Wonderland                              |
| Emergency (featuring Lil Jon & Chiddy Bang)                                                         | 2012  | —                    | —                    | —                    | —                    | —                    | —                    | —                    | —                    | —                    | —                    | —                    |                                                                    | Wonderland                              |
| The Kids Will Have Their Say (featuring Sick Boy (The Exploited & Die Kreuzen))                     | 2012  | —                    | —                    | —                    | —                    | —                    | —                    | —                    | —                    | —                    | —                    | —                    |                                                                    | Wonderland                              |
| Beat Down (avec Angger Dimas featuring Iggy Azalea)                                                 | 2012  | —                    | —                    | —                    | —                    | —                    | —                    | —                    | —                    | 59                   | —                    | —                    |                                                                    | Wonderland (Remixed)                    |
| Phat Brahms (avec Angger Dimas vs. Dimitri Vegas & Like Mike)                                       | 2012  | —                    | —                    | —                    | —                    | —                    | —                    | —                    | —                    | —                    | —                    | —                    |                                                                    |                                         |
| Come With Me (featuring Polina)                                                                     | 2013  | —                    | —                    | —                    | —                    | —                    | —                    | —                    | —                    | —                    | —                    | —                    |                                                                    | Wonderland                              |
| Ooh (featuring Rob Roy)                                                                             | 2013  | —                    | —                    | —                    | —                    | —                    | —                    | —                    | —                    | —                    | —                    | —                    |                                                                    | Wonderland                              |
| Singularity (avec Angger Dimas featuring My Name Is Kay)                                            | 2013  | —                    | —                    | —                    | —                    | —                    | —                    | —                    | —                    | —                    | —                    | —                    |                                                                    | It's the End of the World as We Know It |
| Boneless (avec Chris Lake & Tujamo)                                                                 | 2013  | —                    | 17                   | 49                   | —                    | —                    | 44                   | —                    | 96                   | —                    | —                    | —                    | - BVMI: Or                                                         |                                         |
| A Light That Never Comes (avec Linkin Park)                                                         | 2013  | 65                   | 8                    | 8                    | 56                   | —                    | —                    | 51                   | 81                   | —                    | 34                   | 15                   |                                                                    | Recharged                               |
| Bring You to Life (Transcend) (avec Rune RK featuring RAS)                                          | 2013  | —                    | 44                   | —                    | —                    | —                    | —                    | —                    | —                    | —                    | —                    | —                    |                                                                    |                                         |
| Flight (avec R3hab)                                                                                 | 2013  | —                    | —                    | —                    | —                    | —                    | —                    | —                    | —                    | —                    | —                    | —                    |                                                                    |                                         |
| Can't Stop the Swag (avec Coone)                                                                    | 2014  | —                    | —                    | —                    | —                    | —                    | —                    | —                    | —                    | —                    | —                    | —                    |                                                                    |                                         |
| Feedback (avec Autoerotique vs. Dimitri Vegas & Like Mike)                                          | 2014  | —                    | —                    | —                    | —                    | —                    | —                    | —                    | —                    | —                    | —                    | —                    |                                                                    |                                         |
| Freak (avec Diplo & Deorro featuring Steve Bays)                                                    | 2014  | —                    | 33                   | —                    | —                    | —                    | —                    | —                    | —                    | —                    | —                    | —                    |                                                                    |                                         |
| Rage the Night Away (featuring Waka Flocka Flame)                                                   | 2014  | —                    | 20                   | —                    | —                    | —                    | —                    | —                    | —                    | —                    | —                    | —                    |                                                                    | Neon Future I                           |
| Delirious (Boneless) (avec Chris Lake & Tujamo featuring Kid Ink)                                   | 2014  | 90                   | 9                    | —                    | —                    | —                    | —                    | 81                   | —                    | —                    | —                    | —                    | - RIAA: Or - MC: Platine                                           | Neon Future I                           |
| Free the Madness (featuring Machine Gun Kelly)                                                      | 2014  | —                    | —                    | —                    | —                    | —                    | —                    | —                    | —                    | —                    | —                    | —                    |                                                                    | Neon Future I                           |
| Get Me Outta Here (featuring Flux Pavilion)                                                         | 2014  | —                    | 28                   | —                    | —                    | —                    | —                    | —                    | —                    | —                    | —                    | —                    |                                                                    | Neon Future I                           |
| Born to Get Wild (featuring Will.i.am)                                                              | 2014  | —                    | —                    | —                    | —                    | —                    | —                    | —                    | —                    | —                    | —                    | —                    |                                                                    | Neon Future I                           |
| Cake Face                                                                                           | 2015  | —                    | —                    | —                    | —                    | —                    | —                    | —                    | —                    | —                    | —                    | —                    |                                                                    |                                         |
| I Love It When You Cry (Moxoki) (avec Moxie)                                                        | 2015  | —                    | 22                   | —                    | —                    | —                    | —                    | —                    | —                    | —                    | —                    | —                    |                                                                    | Neon Future II                          |
| Back to Earth (featuring Fall Out Boy)                                                              | 2015  | —                    | —                    | —                    | —                    | —                    | —                    | —                    | —                    | —                    | —                    | —                    |                                                                    | Neon Future I                           |
| Darker Than Blood (featuring Linkin Park)                                                           | 2015  | —                    | 36                   | —                    | —                    | —                    | —                    | —                    | —                    | —                    | —                    | —                    |                                                                    | Neon Future II                          |
| Lightning Strikes (avec Nervo & Tony Junior)                                                        | 2015  | —                    | —                    | —                    | —                    | —                    | —                    | —                    | —                    | —                    | —                    | —                    |                                                                    | Neon Future II                          |
| Afroki (avec Afrojack featuring Bonnie McKee)                                                       | 2015  | —                    | —                    | —                    | —                    | —                    | —                    | —                    | —                    | —                    | —                    | —                    |                                                                    | Neon Future I                           |
| Neon Future (featuring Luke Steele)                                                                 | 2015  | —                    | —                    | —                    | —                    | —                    | —                    | —                    | —                    | —                    | —                    | —                    |                                                                    | Neon Future I                           |
| Phenomena (avec Borgore)                                                                            | 2015  | —                    | —                    | —                    | —                    | —                    | —                    | —                    | —                    | —                    | —                    | —                    |                                                                    | Neon Future Odyssey                     |
| The Power of Now (avec Headhunterz)                                                                 | 2015  | —                    | —                    | —                    | —                    | —                    | —                    | —                    | —                    | —                    | —                    | —                    |                                                                    | Neon Future Odyssey                     |
| Home We'll Go (Take My Hand) (featuring Walk off the Earth)                                         | 2015  | —                    | —                    | —                    | —                    | —                    | —                    | 62                   | —                    | —                    | —                    | —                    |                                                                    | Neon Future II / Sing It All Away       |
| How Else (featuring Rich the Kid & iLoveMakonnen)                                                   | 2016  | —                    | 47                   | —                    | —                    | —                    | —                    | —                    | —                    | —                    | —                    | —                    |                                                                    | Steve Aoki Presents Kolony              |
| Heaven on Earth (featuring Sherry St. Germain)                                                      | 2016  | —                    | —                    | —                    | —                    | —                    | —                    | —                    | —                    | —                    | —                    | —                    |                                                                    | Neon Future II                          |
| Hysteria (featuring Matthew Koma)                                                                   | 2016  | —                    | —                    | —                    | —                    | —                    | —                    | —                    | —                    | —                    | —                    | —                    |                                                                    | Neon Future II                          |
| Light Years (featuring Rivers Cuomo)                                                                | 2016  | —                    | —                    | —                    | —                    | —                    | —                    | —                    | —                    | —                    | —                    | —                    |                                                                    | Neon Future II                          |
| Youth Dem (Turn Up) (featuring Snoop Lion)                                                          | 2016  | —                    | —                    | —                    | —                    | —                    | —                    | —                    | —                    | —                    | —                    | —                    |                                                                    | Neon Future II                          |
| Feel (The Power of Now) (avec Headhunterz)                                                          | 2016  | —                    | —                    | —                    | —                    | —                    | —                    | —                    | —                    | —                    | —                    | —                    |                                                                    |                                         |
| Can't Go Home (avec Felix Jaehn featuring Adam Lambert)                                             | 2016  | —                    | 35                   | —                    | —                    | —                    | —                    | —                    | —                    | —                    | —                    | —                    |                                                                    |                                         |
| Melody (avec Dimitri Vegas & Like Mike vs. Ummet Ozcan)                                             | 2016  | —                    | —                    | —                    | —                    | 12                   | —                    | —                    | —                    | —                    | —                    | —                    |                                                                    |                                         |
| Back 2 U (avec Boehm featuring Walk the Moon)                                                       | 2016  | —                    | 23                   | —                    | —                    | —                    | —                    | —                    | —                    | —                    | —                    | —                    |                                                                    |                                         |
| ILYSM (avec Autoerotique)                                                                           | 2016  | —                    | —                    | —                    | —                    | —                    | —                    | —                    | —                    | —                    | —                    | —                    |                                                                    | 4OKI                                    |
| Dope Girlz (avec Shaun Frank)                                                                       | 2016  | —                    | —                    | —                    | —                    | —                    | —                    | —                    | —                    | —                    | —                    | —                    |                                                                    | 4OKI                                    |
| Bring the Funk Back (avec Reid Stefan)                                                              | 2016  | —                    | —                    | —                    | —                    | —                    | —                    | —                    | —                    | —                    | —                    | —                    |                                                                    | 4OKI                                    |
| What We Started (avec Don Diablo & Lush & Simon featuring BullySongs)                               | 2016  | —                    | —                    | —                    | —                    | —                    | —                    | —                    | —                    | —                    | —                    | —                    |                                                                    | Neon Future III                         |
| Kids (avec Morten)                                                                                  | 2016  | —                    | —                    | —                    | —                    | —                    | —                    | —                    | —                    | —                    | —                    | —                    |                                                                    | 4OKI                                    |
| Be Yourself (avec Deorro)                                                                           | 2016  | —                    | —                    | —                    | —                    | —                    | —                    | —                    | —                    | —                    | —                    | —                    |                                                                    |                                         |
| Supernova (Interstellar) (avec Marnik featuring Lil Jon)                                            | 2016  | —                    | —                    | —                    | —                    | —                    | —                    | —                    | —                    | —                    | —                    | —                    |                                                                    |                                         |
| Just Hold On (avec Louis Tomlinson)                                                                 | 2016  | 52                   | 7                    | 32                   | 20                   | 26                   | 38                   | 40                   | 8                    | 27                   | 2                    | 26                   | - RIAA: Or - ARIA: Or - MC: Or - BPI: Argent - BVMI: Or - SNEP: Or | Neon Future III                         |
| Alive (featuring Young Egypt)                                                                       | 2017  | —                    | —                    | —                    | —                    | —                    | —                    | —                    | —                    | —                    | —                    | —                    |                                                                    |                                         |
| Without U (avec DVBBS featuring 2 Chainz)                                                           | 2017  | —                    | —                    | —                    | —                    | —                    | —                    | —                    | —                    | —                    | —                    | —                    |                                                                    | Steve Aoki Presents Kolony              |
| Night Call (featuring Lil Yachty & Migos)                                                           | 2017  | —                    | —                    | —                    | —                    | —                    | —                    | —                    | —                    | —                    | —                    | —                    |                                                                    | Steve Aoki Presents Kolony              |
| Lit (avec Yellow Claw featuring Gucci Mane & T-Pain)                                                | 2017  | —                    | 34                   | —                    | —                    | —                    | —                    | —                    | —                    | —                    | —                    | —                    |                                                                    | Steve Aoki Presents Kolony              |
| Darker Than the Light That Never Bleeds (avec Linkin Park)                                          | 2017  | —                    | —                    | —                    | —                    | —                    | —                    | —                    | —                    | —                    | —                    | —                    |                                                                    |                                         |
| $4,000,000 (avec Bad Royale featuring Ma$e & Big Gigantic)                                          | 2017  | —                    | —                    | —                    | —                    | —                    | —                    | —                    | —                    | —                    | —                    | —                    |                                                                    | Steve Aoki Presents Kolony              |
| All Night (avec Lauren Jauregui)                                                                    | 2017  | —                    | 9                    | —                    | —                    | —                    | —                    | —                    | 196                  | —                    | —                    | —                    |                                                                    | Neon Future III                         |
| Smoke My Dope (avec Lil Uzi Vert)                                                                   | 2017  | —                    | —                    | —                    | —                    | —                    | —                    | —                    | —                    | —                    | —                    | —                    |                                                                    | Bright: The Album                       |
| We Are Legend (avec Dimitri Vegas & Like Mike featuring Abigail Breslin)                            | 2017  | —                    | —                    | —                    | —                    | —                    | —                    | —                    | —                    | —                    | —                    | —                    |                                                                    |                                         |
| Azukita (avec Daddy Yankee & Play-N-Skillz & Elvis Crespo)                                          | 2018  | —                    | 16                   | —                    | —                    | —                    | —                    | —                    | 131                  | —                    | —                    | —                    | - RIAA: 2× Platine (Latin)                                         | Neon Future III                         |
| Plur Genocide (avec Carnage featuring Lockdown)                                                     | 2018  | —                    | —                    | —                    | —                    | —                    | —                    | —                    | —                    | —                    | —                    | —                    |                                                                    | Battered Bruised & Bloody               |
| Mayhem (avec Quintino)                                                                              | 2018  | —                    | —                    | —                    | —                    | —                    | —                    | —                    | —                    | —                    | —                    | —                    |                                                                    | 5OKI                                    |
| Pika Pika (avec Loopers)                                                                            | 2018  | —                    | —                    | —                    | —                    | —                    | —                    | —                    | —                    | —                    | —                    | —                    |                                                                    | 5OKI                                    |
| It's Time (avec Laidback Luke featuring Bruce Buffer)                                               | 2018  | —                    | —                    | —                    | —                    | —                    | —                    | —                    | —                    | —                    | —                    | —                    |                                                                    | 5OKI                                    |
| Anthem (avec Hardwell featuring Kris Kiss)                                                          | 2018  | —                    | —                    | —                    | —                    | —                    | —                    | —                    | —                    | —                    | —                    | —                    |                                                                    | 5OKI                                    |
| Moshi Moshi (avec Vini Vici featuring Mama Aoki)                                                    | 2018  | —                    | —                    | —                    | —                    | —                    | —                    | —                    | —                    | —                    | —                    | —                    |                                                                    | 5OKI                                    |
| Pretender (featuring Lil Yachty & AJR)                                                              | 2018  | —                    | 24                   | —                    | —                    | —                    | —                    | —                    | —                    | —                    | —                    | —                    |                                                                    | Neon Future III                         |
| Bella Ciao (avec Marnik)                                                                            | 2018  | —                    | —                    | —                    | —                    | —                    | —                    | —                    | —                    | —                    | —                    | —                    |                                                                    |                                         |
| Shakalaka (avec Deorro & MAKJ & Max Styler)                                                         | 2018  | —                    | —                    | —                    | —                    | —                    | —                    | —                    | —                    | —                    | —                    | —                    |                                                                    |                                         |
| Lie to Me (featuring Ina Wroldsen)                                                                  | 2018  | —                    | —                    | —                    | —                    | —                    | —                    | —                    | —                    | —                    | —                    | —                    |                                                                    | Neon Future III                         |
| Be Somebody (avec Nicky Romero featuring Kiiara)                                                    | 2018  | —                    | 30                   | —                    | —                    | —                    | —                    | —                    | —                    | —                    | —                    | —                    |                                                                    | Neon Future III                         |
| Jaleo (avec Nicky Jam)                                                                              | 2018  | —                    | 19                   | —                    | —                    | —                    | —                    | —                    | —                    | —                    | —                    | —                    |                                                                    |                                         |
| Hoovela (avec Twiig)                                                                                | 2018  | —                    | —                    | —                    | —                    | —                    | —                    | —                    | —                    | —                    | —                    | —                    |                                                                    | Neon Future III                         |
| Waste It on Me (featuring BTS)                                                                      | 2018  | 89                   | 6                    | 98                   | 61                   | —                    | —                    | 64                   | 50                   | —                    | 57                   | 8                    | - RIAA: Or - MC: Platine                                           | Neon Future III                         |
| Are You Lonely (avec Alan Walker featuring Isák)                                                    | 2019  | —                    | 33                   | —                    | —                    | —                    | —                    | —                    | 192                  | —                    | —                    | —                    |                                                                    | Neon Future IV                          |
| Hit Your Heart (avec Dagny)                                                                         | 2019  | —                    | —                    | —                    | —                    | —                    | —                    | —                    | —                    | —                    | —                    | —                    |                                                                    |                                         |
| Play It Cool (avec Monsta X)                                                                        | 2019  | —                    | 20                   | —                    | —                    | —                    | —                    | —                    | —                    | —                    | —                    | —                    |                                                                    | Neon Future IV                          |
| Do It Again (avec Alok)                                                                             | 2019  | —                    | —                    | —                    | —                    | —                    | —                    | —                    | —                    | —                    | —                    | —                    |                                                                    | Neon Future IV                          |
| Rave (avec Showtek & MAKJ featuring Kris Kiss)                                                      | 2019  | —                    | —                    | —                    | —                    | —                    | —                    | —                    | 126                  | —                    | —                    | —                    |                                                                    | Neon Future IV                          |
| Crash Into Me (avec Darren Criss)                                                                   | 2019  | —                    | 48                   | —                    | —                    | —                    | —                    | —                    | —                    | —                    | —                    | —                    |                                                                    | Neon Future IV                          |
| Hava (avec Timmy Trumpet featuring Dr Phunk)                                                        | 2019  | —                    | —                    | —                    | —                    | —                    | —                    | —                    | —                    | —                    | —                    | —                    |                                                                    | Neon Future IV                          |
| Let It Be Me (featuring Backstreet Boys)                                                            | 2019  | —                    | 12                   | —                    | —                    | —                    | —                    | —                    | 183                  | —                    | —                    | —                    |                                                                    | Neon Future IV                          |
| Send It (avec Will Sparks)                                                                          | 2019  | —                    | —                    | —                    | —                    | —                    | —                    | —                    | —                    | —                    | —                    | —                    |                                                                    |                                         |
| I Wanna Rave (avec Bassjackers)                                                                     | 2019  | —                    | —                    | —                    | —                    | —                    | —                    | —                    | —                    | —                    | —                    | —                    |                                                                    | Neon Future IV / The Biggest            |
| 2 in a Million (avec Sting & Shaed)                                                                 | 2019  | —                    | 39                   | —                    | —                    | —                    | —                    | —                    | —                    | —                    | —                    | —                    |                                                                    | Neon Future IV                          |
| Popcorn (avec Ummet Ozcan & Dzeko)                                                                  | 2019  | —                    | —                    | —                    | —                    | —                    | —                    | —                    | —                    | —                    | —                    | —                    |                                                                    | Neon Future IV                          |
| Maldad (avec Maluma)                                                                                | 2020  | —                    | —                    | —                    | —                    | —                    | —                    | —                    | —                    | —                    | —                    | —                    |                                                                    | Neon Future IV                          |
| Halfway Dead (featuring Global Dan & Travis Barker)                                                 | 2020  | —                    | 38                   | —                    | —                    | —                    | —                    | —                    | —                    | —                    | —                    | —                    |                                                                    | Neon Future IV                          |
| Love You More (featuring Lay Zhang & Will.i.am)                                                     | 2020  | —                    | —                    | —                    | —                    | —                    | —                    | —                    | —                    | —                    | —                    | —                    |                                                                    | Neon Future IV                          |
| One True Love (avec Slushii)                                                                        | 2020  | —                    | —                    | —                    | —                    | —                    | —                    | —                    | —                    | —                    | —                    | —                    |                                                                    | Neon Future IV                          |
| I Love My Friends (featuring Icona Pop)                                                             | 2020  | —                    | —                    | —                    | —                    | —                    | —                    | —                    | —                    | —                    | —                    | —                    |                                                                    | Neon Future IV                          |
| I Love My Friends (And My Friends Love Me) (avec Alle Farben & Icona Pop)                           | 2020  | —                    | —                    | —                    | —                    | —                    | —                    | —                    | —                    | —                    | —                    | —                    |                                                                    |                                         |
| Dale Cintura (Kuliki) (avec Darell & Farina featuring Play-N-Skillz & Kiko El Crazy & Toño Rosario) | 2020  | —                    | —                    | —                    | —                    | —                    | —                    | —                    | —                    | —                    | —                    | —                    |                                                                    |                                         |
| Last of Me (featuring Runn)                                                                         | 2020  | —                    | —                    | —                    | —                    | —                    | —                    | —                    | —                    | —                    | —                    | —                    |                                                                    | Arknights                               |
| Imagine (avec Frank Walker featuring AJ Mitchell)                                                   | 2020  | —                    | 42                   | —                    | —                    | —                    | —                    | —                    | —                    | —                    | —                    | —                    |                                                                    |                                         |
| Lies (avec Kream)                                                                                   | 2020  | —                    | —                    | —                    | —                    | —                    | —                    | —                    | —                    | —                    | —                    | —                    |                                                                    |                                         |
| Tarantino (avec Timmy Trumpet featuring Starx)                                                      | 2020  | —                    | —                    | —                    | —                    | —                    | —                    | —                    | —                    | —                    | —                    | —                    |                                                                    | 6OKI - Rave Royale                      |
| My Way (avec Aloe Blacc)                                                                            | 2020  | —                    | —                    | —                    | —                    | —                    | —                    | —                    | —                    | —                    | —                    | —                    |                                                                    |                                         |
| End Like This (avec Yellow Claw featuring Runn)                                                     | 2020  | —                    | —                    | —                    | —                    | —                    | —                    | —                    | —                    | —                    | —                    | —                    |                                                                    | Arknights                               |
| BIB (avec K?D)                                                                                      | 2021  | —                    | —                    | —                    | —                    | —                    | —                    | —                    | —                    | —                    | —                    | —                    |                                                                    | 6OKI - Rave Royale                      |
| Incoming (avec Gammer)                                                                              | 2021  | —                    | —                    | —                    | —                    | —                    | —                    | —                    | —                    | —                    | —                    | —                    |                                                                    | 6OKI - Rave Royale                      |
| Like It Like That (avec Ben Nicky featuring Spyro & Maikki)                                         | 2021  | —                    | —                    | —                    | —                    | —                    | —                    | —                    | —                    | —                    | —                    | —                    |                                                                    | 6OKI - Rave Royale                      |
| Mind Control (avec Hasse De Moor)                                                                   | 2021  | —                    | —                    | —                    | —                    | —                    | —                    | —                    | —                    | —                    | —                    | —                    |                                                                    | 6OKI - Rave Royale                      |
| Close to You (avec Brennan Heart featuring PollyAnna)                                               | 2021  | —                    | —                    | —                    | —                    | —                    | —                    | —                    | —                    | —                    | —                    | —                    |                                                                    | 6OKI - Rave Royale                      |
| Mambo (avec Willy William featuring El Alfa & Sean Paul & Sfera Ebbasta & Play-N-Skillz)            | 2021  | —                    | 41                   | —                    | —                    | —                    | —                    | —                    | —                    | —                    | —                    | —                    |                                                                    |                                         |
| Give Me the Night (avec George Benson)                                                              | 2021  | —                    | —                    | —                    | —                    | —                    | —                    | —                    | —                    | —                    | —                    | —                    |                                                                    |                                         |
| Used to Be (avec Kiiara featuring Wiz Khalifa)                                                      | 2021  | —                    | 10                   | —                    | —                    | —                    | —                    | —                    | —                    | —                    | —                    | —                    |                                                                    |                                         |
| Aire (avec Farruko)                                                                                 | 2021  | —                    | 36                   | —                    | —                    | —                    | —                    | —                    | —                    | —                    | —                    | —                    |                                                                    |                                         |
| Rubble to Gold (avec Jungleboi featuring Sam Calver)                                                | 2021  | —                    | —                    | —                    | —                    | —                    | —                    | —                    | —                    | —                    | —                    | —                    |                                                                    |                                         |
| Complicated (avec Yves V featuring Ryan Caraveo)                                                    | 2021  | —                    | —                    | —                    | —                    | —                    | —                    | —                    | —                    | —                    | —                    | —                    |                                                                    |                                         |
| Losing My Religion (avec Gattüso & Aukoustics featuring Mkla)                                       | 2021  | —                    | —                    | —                    | —                    | —                    | —                    | —                    | —                    | —                    | —                    | —                    |                                                                    |                                         |
| Siliwa Hay (avec Chemical Surf & Zafrir featuring Max-Africana)                                     | 2021  | —                    | —                    | —                    | —                    | —                    | —                    | —                    | —                    | —                    | —                    | —                    |                                                                    |                                         |
| Music Means Love Forever (avec Armin van Buuren)                                                    | 2021  | —                    | 26                   | —                    | —                    | —                    | —                    | —                    | —                    | —                    | —                    | —                    |                                                                    |                                         |
| Aurora (presents Ninja Attack)                                                                      | 2021  | —                    | —                    | —                    | —                    | —                    | —                    | —                    | —                    | —                    | —                    | —                    |                                                                    |                                         |
| End of the World (avec End of the World)                                                            | 2021  | —                    | —                    | —                    | —                    | —                    | —                    | —                    | —                    | —                    | —                    | —                    |                                                                    |                                         |
| Equal in the Darkness (avec Jolin Tsai & MAX)                                                       | 2021  | —                    | —                    | —                    | —                    | —                    | —                    | —                    | —                    | —                    | —                    | —                    |                                                                    |                                         |
| Stars Don't Shine (featuring Global Dan)                                                            | 2021  | —                    | —                    | —                    | —                    | —                    | —                    | —                    | —                    | —                    | —                    | —                    |                                                                    | Hiroquest: Genesis                      |
| Typical (avec Alok featuring Lars Martin)                                                           | 2021  | —                    | —                    | —                    | —                    | —                    | —                    | —                    | —                    | —                    | —                    | —                    |                                                                    |                                         |
| Welcome to the Playhouse (avec DJ Diesel)                                                           | 2022  | —                    | —                    | —                    | —                    | —                    | —                    | —                    | —                    | —                    | —                    | —                    |                                                                    |                                         |
| Da Homies (avec MT11)                                                                               | 2022  | —                    | —                    | —                    | —                    | —                    | —                    | —                    | —                    | —                    | —                    | —                    |                                                                    |                                         |
| Kult (avec Grandson featuring Jasiah)                                                               | 2022  | —                    | —                    | —                    | —                    | —                    | —                    | —                    | —                    | —                    | —                    | —                    |                                                                    | Hiroquest: Genesis                      |
| Stop The World (avec Marnik & Leony)                                                                | 2022  | —                    | —                    | —                    | —                    | —                    | —                    | —                    | —                    | —                    | —                    | —                    |                                                                    | Hiroquest: Genesis                      |
| Save Me (avec HRVY)                                                                                 | 2022  | —                    | —                    | —                    | —                    | —                    | —                    | —                    | —                    | —                    | —                    | —                    |                                                                    | Hiroquest: Genesis                      |
| Just Us Two (avec Taking Back Sunday)                                                               | 2022  | —                    | —                    | —                    | —                    | —                    | —                    | —                    | —                    | —                    | —                    | —                    |                                                                    | Hiroquest: Genesis                      |
| Kong 2.0 (avec Natanael Cano)                                                                       | 2022  | —                    | —                    | —                    | —                    | —                    | —                    | —                    | —                    | —                    | —                    | —                    |                                                                    | Hiroquest: Genesis                      |
| Just Us Two (avec Taking Back Sunday)                                                               | 2022  | —                    | —                    | —                    | —                    | —                    | —                    | —                    | —                    | —                    | —                    | —                    |                                                                    | Hiroquest: Genesis                      |
| Whole Again (avec Kaaze featuring John Martin)                                                      | 2022  | —                    | —                    | —                    | —                    | —                    | —                    | —                    | —                    | —                    | —                    | —                    |                                                                    | Hiroquest: Genesis                      |
| The Whistle (avec Timmy Trumpet & DJ Aligator)                                                      | 2022  | —                    | —                    | —                    | —                    | —                    | —                    | —                    | —                    | —                    | —                    | —                    |                                                                    | Hiroquest: Genesis                      |
| Ultimate (avec Santa Fe Klan & Snow Tha Product)                                                    | 2022  | —                    | —                    | —                    | —                    | —                    | —                    | —                    | —                    | —                    | —                    | —                    |                                                                    | Hiroquest: Genesis                      |
| Movie Star (featuring Mod Sun & Global Dan)                                                         | 2022  | —                    | —                    | —                    | —                    | —                    | —                    | —                    | —                    | —                    | —                    | —                    |                                                                    | Hiroquest: Genesis                      |
| Chi Chi (avec Guaynaa)                                                                              | 2022  | —                    | —                    | —                    | —                    | —                    | —                    | —                    | —                    | —                    | —                    | —                    |                                                                    | Hiroquest: Genesis                      |
| Hiroquest Anthem                                                                                    | 2022  | —                    | —                    | —                    | —                    | —                    | —                    | —                    | —                    | —                    | —                    | —                    |                                                                    | Hiroquest: Genesis                      |
| Cute Without The 'E' (Ziri) (avec Taking Back Sunday)                                               | 2022  | —                    | —                    | —                    | —                    | —                    | —                    | —                    | —                    | —                    | —                    | —                    |                                                                    |                                         |
| New York (avec Regard & Mazie)                                                                      | 2023  | —                    | 32                   | —                    | —                    | —                    | —                    | —                    | —                    | —                    | —                    | —                    |                                                                    | Hiroquest 2: Double Helix               |
| The White Lotus Theme (Aloha) (avec Dimitri Vegas)                                                  | 2023  | —                    | —                    | —                    | —                    | —                    | —                    | —                    | —                    | —                    | —                    | —                    |                                                                    |                                         |
| Diferente (avec CNCO)                                                                               | 2023  | —                    | 46                   | —                    | —                    | —                    | —                    | —                    | —                    | —                    | —                    | —                    |                                                                    | Hiroquest 2: Double Helix               |
| Hungry Heart (avec Galantis & Hayley Kiyoko)                                                        | 2023  | —                    | 39                   | —                    | —                    | —                    | —                    | —                    | —                    | —                    | —                    | —                    |                                                                    | Hiroquest 2: Double Helix               |
| Love Me (avec Phem)                                                                                 | 2023  | —                    | —                    | —                    | —                    | —                    | —                    | —                    | —                    | —                    | —                    | —                    |                                                                    |                                         |
| Wild (avec Vini Vici)                                                                               | 2023  | —                    | —                    | —                    | —                    | —                    | —                    | —                    | —                    | —                    | —                    | —                    |                                                                    | Hiroquest 2: Double Helix               |
| Friends (avec Dimitri Vegas & Chapter & Verse)                                                      | 2023  | —                    | —                    | —                    | —                    | —                    | —                    | —                    | —                    | —                    | —                    | —                    |                                                                    |                                         |
| Older (avec Dixie D'Amelio & Jimmie Allen)                                                          | 2023  | —                    | —                    | —                    | —                    | —                    | —                    | —                    | —                    | —                    | —                    | —                    |                                                                    |                                         |
| 2 Much 2 Handle (avec Alok)                                                                         | 2023  | —                    | —                    | —                    | —                    | —                    | —                    | —                    | —                    | —                    | —                    | —                    |                                                                    | Hiroquest 2: Double Helix               |
| The Show (avec JJ Lin)                                                                              | 2023  | —                    | —                    | —                    | —                    | —                    | —                    | —                    | —                    | —                    | —                    | —                    |                                                                    | Hiroquest 2: Double Helix               |
| Invítame a un Café (avec Ángela Aguilar)                                                            | 2023  | —                    | —                    | —                    | —                    | —                    | —                    | —                    | —                    | —                    | —                    | —                    |                                                                    | Hiroquest 2: Double Helix               |
| Motor (avec Quintino)                                                                               | 2023  | —                    | —                    | —                    | —                    | —                    | —                    | —                    | —                    | —                    | —                    | —                    |                                                                    | Hiroquest 2: Double Helix               |
| Mirror Mirror (avec Showtek & Jem Cooke)                                                            | 2023  | —                    | —                    | —                    | —                    | —                    | —                    | —                    | —                    | —                    | —                    | —                    |                                                                    | Hiroquest 2: Double Helix               |
| Won't Forget This Time (avec Kaaze & John Martin)                                                   | 2023  | —                    | —                    | —                    | —                    | —                    | —                    | —                    | —                    | —                    | —                    | —                    |                                                                    | Hiroquest 2: Double Helix               |
| Locked Up (avec Trinix & Akon)                                                                      | 2023  | —                    | —                    | —                    | —                    | —                    | —                    | —                    | —                    | —                    | —                    | —                    |                                                                    | Hiroquest 2: Double Helix               |
| Kids (avec Tony Junior)                                                                             | 2023  | —                    | —                    | —                    | —                    | —                    | —                    | —                    | —                    | —                    | —                    | —                    |                                                                    | Hiroquest 2: Double Helix               |
| Paranoia (avec Danna Paola)                                                                         | 2023  | —                    | —                    | —                    | —                    | —                    | —                    | —                    | —                    | —                    | —                    | —                    |                                                                    | Hiroquest 2: Double Helix               |
| Lighter (avec Paris Hilton)                                                                         | 2023  | —                    | —                    | —                    | —                    | —                    | —                    | —                    | —                    | —                    | —                    | —                    |                                                                    | Hiroquest 2: Double Helix               |
| Us (featuring Ernest)                                                                               | 2023  | —                    | —                    | —                    | —                    | —                    | —                    | —                    | —                    | —                    | —                    | —                    |                                                                    | Hiroquest 2: Double Helix               |
| Cartagena (featuring Greeicy)                                                                       | 2023  | —                    | —                    | —                    | —                    | —                    | —                    | —                    | —                    | —                    | —                    | —                    |                                                                    | Hiroquest 2: Double Helix               |
| Prizm (avec Timmy Trumpet featuring Sweet Mixxx)                                                    | 2023  | —                    | —                    | —                    | —                    | —                    | —                    | —                    | —                    | —                    | —                    | —                    |                                                                    | Hiroquest 2: Double Helix               |
| Ocean Avenue (avec Yellowcard)                                                                      | 2023  | —                    | —                    | —                    | —                    | —                    | —                    | —                    | —                    | —                    | —                    | —                    |                                                                    | Hiroquest 2: Double Helix               |
| "—" signifie que le single n'est pas sorti ou ne s'est pas classé dans le pays                      |       |                      |                      |                      |                      |                      |                      |                      |                      |                      |                      |                      |                                                                    |                                         |

#### En tant qu'artiste en featuring
| Titre                                                                          | Année | Meilleures positions | Meilleures positions | Meilleures positions | Album                              |
| Titre                                                                          | Année | AUS                  | FRA                  | P-B                  | Album                              |
| ------------------------------------------------------------------------------ | ----- | -------------------- | -------------------- | -------------------- | ---------------------------------- |
| Warp 1.9 (The Bloody Beetroots featuring Steve Aoki)                           | 2009  | 51                   | —                    | —                    | Romborama                          |
| Kick It! (Motor featuring Steve Aoki)                                          | 2009  | —                    | —                    | —                    |                                    |
| Misfits (Travis Barker featuring Steve Aoki)                                   | 2011  | —                    | —                    | —                    | Wonderland                         |
| Paradise Poltergeist (Tai featuring Steve Aoki)                                | 2011  | —                    | —                    | —                    |                                    |
| We're All No One (Nervo featuring Afrojack & Steve Aoki)                       | 2011  | —                    | —                    | 89                   | Collateral                         |
| Steve French (WatchTheDuck featuring Steve Aoki)                               | 2013  | —                    | —                    | —                    |                                    |
| Beautiful, Broken & Wasted (Flux Pavilion featuring Steve Aoki)                | 2016  | —                    | —                    | —                    |                                    |
| The Truth Untold (BTS featuring Steve Aoki)                                    | 2018  | —                    | 90                   | —                    | Love Yourself: Tear                |
| Muñecas (Tini featuring La Joaqui & Steve Aoki)                                | 2023  | —                    | —                    | —                    | Cupido / Hiroquest 2: Double Helix |
| "—" signifie que le single n'est pas sorti ou ne s'est pas classé dans le pays |       |                      |                      |                      |                                    |

### Remixes
2008
- Junkie XL - 1967 Poem (Steve Aoki Remix)
- Robin Thicke - Magic (Steve Aoki Remix)

2009
- The Jackson 5 - Dancin' Machine (Steve Aoki Remix)
- Autoerotique - Gladiator (Steve Aoki x DJ AM Remix)
- N.A.S.A. feat. Kanye West & Lykke Li & Santigold - Gifted (Steve Aoki Remix)
- Chris Cornell feat. Timbaland - Part of Me (Steve Aoki Remix)
- Chester French - She Loves Everybody (Steve Aoki Remix)
- The Killers - Spaceman (Steve Aoki & The Bloody Beetroots Remix)
- Fact - Rise (Steve Aoki Remix)
- The All-American Rejects - The Wind Blows (Steve Aoki Remix)
- Good Charlotte - Misery (Steve Aoki Remix)
- S.P.A. - Pets Dance (Steve Aoki Remix)
- Lenny Kravitz - Dancin' Til Dawn (Steve Aoki Remix)
- Duran Duran feat. Timbaland - Skin Divers (Steve Aoki Remix)
- Drake feat. Kanye West & Lil Wayne & Eminem - Forever (Steve Aoki Remix)
- Weezer - (If You're Wondering If I Want You To) I Want You Too (Steve Aoki Remix)

2010
- Tiga - What You Need (Steve Aoki Remix)
- Kid Cudi feat. MGMT & Ratatat - Pursuit of Happiness (Steve Aoki Remix)
- Nikki & Rich - Next Best Thing (Steve Aoki Remix)

2011
- Klaxons - Echoes (Steve Aoki Remix)
- Girls' Generation - Mr. Taxi (Steve Aoki Remix)

2012
- Duran Duran - Hungry Like The Wolf (Steve Aoki "The New Werewolf" Mix)
- Bassnectar - Red Step (Steve Aoki Remix)
- Mike Posner - She Looks Like Sex (Steve Aoki Remix)
- Lady Gaga - Government Hooker (Steve Aoki Remix)
- Army of the Universe - Kill the F* DJ (Steve Aoki Remix)

2013
- Dirtyphonics feat. Foreign Beggars - No Stopping Us (Steve Aoki Remix)
- Travis Barker & Yelawolf - Push' Em (Steve Aoki & Travis Barker Remix)
- 2 Unlimited - Get Ready (Steve Aoki Remix)
- Empire of the Sun - Celebrate (Steve Aoki Remix)
- Borgore - Last Year (Steve Aoki Mainstage Remix)
- Bonnie McKee - American Girl (Steve Aoki Remix)

2014
- The Chainsmokers feat. SirenXX - Kanye (Steve Aoki vs. Twoloud Remix)
- DJ Felli Fel feat. Cee Lo Green & Juicy J & Pitbull - Have Some Fun (Steve Aoki Edit)
- Botnek - Grindhouse (Steve Aoki Remix)
- David Guetta feat. Sam Martin - Dangerous (Steve Aoki Remix)

2015
- Steve Aoki feat. Machine Gun Kelly - Free the Madness (Steve Aoki & Max Styler Remix)
- Steve Aoki feat. Luke Steele - Neon Future (Steve Aoki 2045 Remix)
- Maná feat. Steve Aoki - La Prisión (Steve Aoki Remix)
- Florian Picasso - The Shape (Steve Aoki Edit)
- Max Styler & Charlie Darker - D2B (Steve Aoki Remix)
- Awolnation - I Am (Steve Aoki Remix)
- Hechizeros Banda - El Sonidito (Steve Aoki & Reid Stefan Dia De Los Muertos Remix)
- Minor Circuit - Punch-Out!! (Steve Aoki Remix)

2016
- Steve Aoki feat. Snoop Lion - Youth Dem (Turn Up) (Steve Aoki & Garmiani Remix)
- Henry Fong feat. Richie Loop - Drop It Down Low (Steve Aoki Edit)
- Steve Aoki & Boehm feat. Walk the Moon - Back 2 U (Steve Aoki & Bad Royale Remix)
- Soundgarden - Spoonman (Steve Aoki Remix)
- Blink-182 - Bored to Death (Steve Aoki Remix)
- My Chemical Romance - Welcome to the Black Parade (Steve Aoki 10th Anniversary Remix)

2017
- Dimitri Vegas & Like Mike vs. Diplo feat. Deb's Daughter - Hey Baby (Steve Aoki Remix)
- Luis Fonsi & Daddy Yankee - Despacito (Bootleg Ese Gringo Aoki Remix)
- Kenji Kawai - "Ghost in the Shell" - UTAI IX: Reawakening (Steve Aoki Remix)
- Steve Aoki & Louis Tomlinson - Just Hold On (Steve Aoki Festival Edit)
- Mangchi - The Best (Steve Aoki Remix)
- X Ambassadors - Jungle (Steve Aoki Injustice 2 Remix)
- Jane Zhang - Dust My Shoulders Off (Steve Aoki Remix)
- Ayo & Teo - Rolex (Steve Aoki Remix)
- Michael Jackson - Thriller (Steve Aoki Midnight Hour Remix)
- Linkin Park - Darker Than the Light That Never Bleeds (Chester Forever Steve Aoki Remix)
- J Balvin & Willy William - Mi gente (Steve Aoki Remix)
- Linkin Park - One More Light (Chester Forever Steve Aoki Remix)
- BTS feat. Desiigner - Mic Drop (Steve Aoki Remix)
- Garmiani feat. Julimar Santos - Shine Good (Steve Aoki Remix)
- Oliver Heldens feat. Danny Shah - What the Funk (Steve Aoki Remix)
- Alan Walker feat. Noah Cyrus & Digital Farm Animals - All Falls Down (Steve Aoki Remix)
- Steve Aoki feat. Lil Yachty & Migos - Night Call (MAKJ & Steve Aoki Remix)

2018
- Steve Aoki & Lauren Jauregui - All Night (Steve Aoki Remix)
- AJR feat. Rivers Cuomo - Sober Up (Steve Aoki Remix)
- Matoma feat. MAX - Lonely (Steve Aoki Remix)
- Céline Dion - Ashes (Steve Aoki Deadpool Remix)
- Henry Fong & Vlien Boy feat. Lisa Mercedez - Pop It Off (Steve Aoki Remix)
- Rita Ora feat. Cardi B & Bebe Rexha & Charli XCX - Girls (Steve Aoki Remix)
- Steve Aoki feat. Lil Yachty & AJR - Pretender (Steve Aoki & Max Styler Remix)
- Nicky Romero & Taio Cruz - Me on You (Steve Aoki "Vibes Are Everything" Remix / Steve Aoki "Double Time Fun Time" Remix)
- Steve Aoki feat. Blink-182 - Why Are We So Broken (Steve Aoki "Bottles Of Beer On The Wall" Remix)
- Steve Aoki feat. Ina Wroldsen - Lie To Me (Blue Brains Steve Aoki Remix)
- Steve Aoki feat. BTS - Waste It on Me (Steve Aoki "The Bold Tender Sneeze" Remix)
- Gryffin feat. Elley Duhé - Tie Me Down (Steve Aoki Remix)

2019
- Max Styler - Feel It (Steve Aoki Remix)
- Cheat Codes & Kim Petras - Feeling on Falling (Steve Aoki Remix)
- Steve Aoki & Alan Walker feat. Isák - Are You Lonely (Steve Aoki Remix)
- Jennifer Lopez - Medicine (Steve Aoki From The Block Remix)
- Dagny & Steve Aoki - Hit Your Heart (Steve Aoki's Oh Sh*t Remix)
- The Bloody Beetroots feat. Steve Aoki - Warp 2.019 (Steve Aoki & Kayzo Remix)
- Steve Aoki & Darren Criss - Crash Into Me (Settle Down Steavis Aoki Remix)
- WCG Inc - Beyong the Game (Steve Aoki Remix)
- Elephant Heart - The Digital (Steve Aoki Remix)
- Big Boi & Sleepy Brown feat. Cee Lo Green - Big Boi (Steve Aoki Remix)
- Timbaland feat. Keri Hilson & D.O.E. - The Way I Are (Steve Aoki Pimpin Remix)
- Black Eyed Peas & J Balvin - Ritmo (Bad Boys for Life) (Steve Aoki Remix)

2020
- R3hab & Zayn & Jungleboi - Flames (Steve Aoki Remix)
- Steve Aoki & Maluma - Maldad (Steve Aoki's ¿Qué Más? Remix)
- Armin van Buuren & Tempo Giusto - Mr. Navigator (Steve Aoki's "I Am The Captain Now" Remix)
- Millennium Parade - Fly With Me (Steve Aoki Neon Future Remix)
- Kyary Pamyu Pamyu - Ninja Re Bang Bang (Steve Aoki Remix)
- Steve Aoki & Kream - Lies (VIP Mix)
- JJ Lin - Not Tonight (Tomorrow Sounds Good Steve Aoki Remix)
- Crass - Banned From the Roxy (Steve Aoki's Basement Tapes Remix)
- Five Finger Death Punch - Bad Company (The Five Finger Dim Mak Steve Aoki Remix)
- MAX feat. Suga - Blueberry Eyes (Steve Aoki Remix)

2021
- A.C.E. feat. Thutmose - Fav Boyz (Steve Aoki's Gold Star Remix)
- Capcom Sound Team - "Street Fighter V Champion Edition" - Ryu's Theme (The Moe's Pizzeria Steve Aoki Remix)
- Steve Aoki & Kiiara feat. Wiz Khalifa - Used To Be (Hairy Steve Aoki Remix)
- Ludwig van Beethoven - Grave, Piano Sonata No. 8, "Pathetique" (The Morning Routine Steve Aoki Remix)
- Senhit feat. Flo Rida - Adrenalina (Steve Aoki Remix)
- Farruko - Pepas (Steve Aoki Remix)
- Jolin Tsai & Steve Aoki & MAX - Equal in the Darkness (Steve Aoki Character X Version)
- Yōko Kanno & Seatbelts - Tank! (Steve Aoki Remix)

2022'
- Afrojack & Steve Aoki feat. Miss Palmer - No Beef (Steve Aoki's 11 Years Later Remix)
- (G)I-dle - Nxde (Steve Aoki Remix)
- Steve Aoki feat. Mod Sun & Global Dan - Movie Star (Steve Aoki Remix / VIP Remix)
- Steve Aoki & Taking Back Sunday - Just Us Two (Steve Aoki Remix)
- Steve Aoki & Santa Fe Klan & Snow Tha Product - Ultimate (Steve Aoki Remix)

2023
- Steve Aoki & Regard & Mazie - New York (Steve Aoki Remix)
- Steve Aoki & CNCO - Diferente (Steve Aoki Remix)
- Andrekza - Inoxente (Steve Aoki & Dee Mad Remix)
- The Beach Boys - Fun, Fun, Fun (Steve Aoki Remix)
- PinkPantheress & Ice Spice - Boy's a Liar (Steve Aoki Remix)
- Steve Aoki & Ángela Aguilar - Invítame a un Café (Steve Aoki & Deorro Remix)
- Eslabon Armado & Peso Pluma - Ella Baila Sola (Steve Aoki Remix)
- Anitta - Funk Rave (Steve Aoki & Bassjackers Remix)
- Calvin Harris & Sam Smith - Desire (Steve Aoki & Kaaze Remix)

## Sous d'autres noms

### Weird Science

#### Singles
- 2009 : Haus of Cards

#### Remixes
- 2005 : Eliot - Shine (Weird Science Remix)
- 2006 : Bloc Party - Helicopter (Weird Science Remix)
- 2006 : Peaches - Boys Wanna Be Her (Weird Science Remix)
- 2006 : Under The Influence Of Giants - Mama's Room (Weird Science Remix)
- 2006 : Young Love - Discotech (Weird Science Remix)
- 2006 : The Charlatans - N.Y.C. (There's No Need To Stop) (Weird Science Remix)
- 2006 : Teddybears - Cobrastyle (Weird Science Remix)
- 2007 : The Rakes - Work, Work, Work (Pub, Club, Sleep) (Weird Science Remix)
- 2007 : Rooney - When Did Your Heart Go Missing? (Weird Science Remix)

### 3 Are Legend (avecDimitri Vegas & Like Mike)

#### Singles
- 2019 : Khaleesi (avec W&W)
- 2020 : Raver Dome (avec Justin Prime & Sandro Silva)
- 2020 : Deck the Halls (avec Toneshifterz & Brennan Heart & Timmy Trumpet)
- 2022 : Pump It Up! (avec Tujamo & Jaxx & Vega feat. Black & White Brothers)
- 2022 : Phat Brahms (avec Angger Dimas)
- 2023 : Nasty (avec Blasterjaxx)

#### Remixes
- 2020 : Dimitri Vegas & Like Mike vs. W&W - Crowd Control (3 Are Legend Remix)
- 2022 : Dimitri Vegas & David Guetta & Nicole Scherzinger & Azteck - The Drop (3 Are Legend Remix)
- 2022 : Steve Aoki & Guaynaa - Chi Chi (3 Are Legend Remix)
- 2023 : Quintino feat. MC Ambush - Name of Your DJ (3 Are Legend Edit)
- 2023 : Dimitri Vegas & Like Mike & David Guetta & Afro Bros & Akon - She Knows (3 Are Legend & MANDY Remix)

### PUNX (avec 3Lau)
- 2023 : Concentrate